# South East Asia Brewery
South East Asia Brewery Ltd est le nom d'une brasserie vietnamienne fondée en 1993 par le groupement d'une compagnie locale Viet Ha Breweries Ltd. et Carlsberg avec la participation du Fonds International pour le développement.
En 2006, la compagnie emploie 350 personnes et produit la bière Halida, très répandue localement.